# Ахмед, Сара (феминистка)
Сара Ахмед (англ. Sara Ahmed; род. 30 августа 1969, Сити-оф-Солфорд, Большой Манчестер, Англия) — британско-австралийская учёная, лесбийская феминистка. Научные интересы находятся на пересечении феминистской теории, квир-теории, критической теории расы и постколониализма.

## Биография
Сара Ахмед родилась в городе Сити-оф-Солфорд (Большой Манчестер, Англия). Её отец пакистанец, а мать — англичанка. В начале 1970-х годов со своей семьей Сара эмигрировала в Аделаиду (Австралия). Ключевые темы в её работе — это миграция, ориентация, отличие, необычность и смешанные идентичности, непосредственно связанные с жизненным опытом в молодости. Она окончила университет Аделаиды и защитила докторскую работу в Центре критической и культурной теории в университете Кардиффа.
Является лесбиянкой. По состоянию на 2019 год живёт в окрестностях Кембриджа со своей партнёршей Сарой Франклин, антропологом, академиком Кембриджского университета.

## Карьера
С 1994 по 2004 год работала в Институте женских исследований в Университете Ланкастера и была одной из его бывших директоров. В 2004 году её назначили на кафедру СМИ и коммуникаций в Голдсмитском колледже Лондонского университета, где она стала первым директором Центра феминистских исследований, который был создан для консолидации феминистских историй колледжа Голдсмит и помощи в формировании будущего феминизма в колледже Голдсмит. Весной 2009 года Ахмед стала заведующей кафедры женских исследований в Университете Рутгерса, а в 2013 году она проводила исследования на тему: «Настоящие женщины: феминизм и история свободы» под руководством профессоров специализирующихся на гендерных исследованиях в Кембриджском университете — Дайан Мидлбрук и Карла Джерасси. В 2015 году она была главной докладчицей ежегодной конференции Национальной ассоциации женских исследований.
В 2016 году Сара была профессором расовых и культурных исследований в колледже Голдсмит. Сара уволилась из колледжа в знак протеста против неспособности решить проблему сексуальных домогательств. По словам Сары, она надеется, что продолжит участвовать в проекте, для того чтобы проблема сексуальных домогательств в университетах стала более заметной. В своей книге «О включении: расизм и многообразие в институциональной жизни» (2012) Сара доказывает, что людям нужно работать на университет, когда они работают в университете.

## Взгляды
Для Ахмед важна интерсекциональность. Она отмечает, что «интерсекциональность — это отправная точка, из которой мы должны исходить, разбирая, как работает власть».
Через интерсекциональность она определяет собственный феминизм и свою идентичность:

«Я не являюсь лесбиянкой, цветной женщиной, феминисткой в какие-то разные моменты. В любой период я остаюсь и той, и другой, и третьей — одновременно. Цветной лесбийский феминизм настойчиво и упорно воплощает всё это в жизнь.».
Оригинальный текст (англ.)“I am not a lesbian one moment and a person of color the next and a feminist at another. I am all of these at every moment. And lesbian feminism of color brings this all into existence, with insistence, with persistence.”